# Perieres (Sohn des Aiolos)
Perieres (altgriechisch Περιήρης Periḗrēs) ist in der griechischen Mythologie Sohn des Aiolos und der Enarete. Seine Geschwister heißen Sisyphos, Kretheus, Salmoneus, Athamas, Deion, Magnes, Makareus, Kanake, Alkyone, Peisidike, Kalyke und Perimede.
Fünf Generationen nach dem Tod Polykaons wurde er König von Messenien, da die Herrscherfamilie ohne Nachkommen blieb. Perieres errichtete seinen Palast in Andania. Er heiratete Gorgophone, die Tochter des Perseus. Beide hatten zwei Söhne, Aphareus und Leukippos. Er wird auch als der Vater des Pisos bezeichnet. Nach Perieres Tod heiratete Gorgophone Oibalos.
Er wird gelegentlich mit Perieres, dem Sohn des Kynortas und Vater von Oibalos, verwechselt oder gleichgesetzt.